# Arytmetyka polityczna
Arytmetyka polityczna – metoda badawcza stworzona przez Williama Petty'ego w XVII wieku. Był to zbiór metod, które dzisiaj określa się jako statystykę opisową, a które wykorzystywał on w badaniach dotyczących gospodarek krajów europejskich i zjawisk odnoszących się do spraw państwa. Arytmetyka polityczna była pierwszą ilościową metodą (statystyką) zastosowaną do badań ekonomicznych, co było ogromnym osiągnięciem XVII-wiecznej myśli ekonomicznej.

## Zobacz także
- Gottfried Achenwall